# Do diez minor
Do diez minor este o gamă minoră bazată pe Do♯, cu tonurile Do♯, Re♯, Mi, Fa♯, Sol♯, La și Si. Armura sa este formată din 4 diezi.
Gama majoră relativă este Mi major. Paralela sa majoră, Do diez major, este de obicei scrisă ca tonalitate enarmonică a Re bemol major, deoarece semnătura cheii Do diez major cu 7 diezi nu este folosită în mod normal. Echivalentul său enarmonic, Re bemol minor, având 8 bemoli, inclusiv Si dublu bemol, are o problemă similară. Prin urmare, Do diez minor este adesea folosit ca minoră paralelă pentru Re bemol major. Aceeași situație enarmonică apare cu cheile de La bemol major și Sol diez minor și, în unele cazuri, cu cheile de Sol bemol major și Fa diez minor.
Gama naturală Do diez minor este:

## Acorduri de grad de scară
Acordurile gradului de gamă din Do diez minor sunt:
- Tonic – Do♯ minor
- Supertonic – Re♯ diminuat
- Mediant – Mi major
- Subdominant – Fa♯ minor
- Dominant – Sol♯ minor
- Submediant – La major
- Subtonic – Si major

## Muzică clasică în această cheie
Există doar două simfonii cunoscute din secolul al XVIII-lea scrise în această tonalitate. Una dintre ele este de Joseph Martin Kraus, care se pare că a considerat tonalitatea dificilă, deoarece a rescris-o ulterior în Do minor. În următoarele două secole, simfoniile în Do diez minor au rămas rare. Exemple notabile sunt a doua mișcare Adagio a Simfoniei nr. 7 de Anton Bruckner, prima mișcare a Simfoniei nr. 5 de Gustav Mahler și Simfonia nr. 7 de Prokofiev.
Această tonalitate apare mai des în literatura pianistică începând cu secolul al XVIII-lea. Domenico Scarlatti a scris doar două sonate pentru claviatură în Do diez minor, K. 246 și K. 247. După Sonata pentru pian nr. 14 de Beethoven (Sonata „Clar de lună”), tonalitatea a devenit mai frecventă în repertoriul pianistic. Beethoven însuși a folosit din nou această tonalitate în mișcările finale ale Cvartetului său de coarde nr. 14 (Op. 131, 1826). Chiar și așa, Johannes Brahms a simțit nevoia să-și rescrie cvartetul pentru pian în Do minor, Do diez minor, care a fost publicat sub titlul Cvartetul pentru pian nr. 3 în Do minor, Op. 60. [necesită citare] Ultimul intermezzo din cele Trei Intermezzi pentru pian, Op. 117, este în Do diez minor.
Alkan a compus a doua mișcare (Adagio) pentru Concertul pentru pian solo în Do diez minor.
Frédéric Chopin a scris adesea în această tonalitate: exemplele includ Fantaisie-Impromptu, Études Op. 10 nr. 4 și Op. 25 nr. 7, Scherzo nr. 3 (Op. 39), Valsul Op. 64 nr. 2, Poloneza Op. 26 nr. 1, Preludiul opus 45 și Nocturnele nr. 7 (Op. 27 nr. 1) și nr. 20 (Lento con gran espressione). Mai multe exemple de lucrări în Do diez minor includ Preludiul în Do diez minor (Op. 3, nr. 2) de Rahmaninov, Étude în Do diez minor, Op. 2, nr. 1, de Scriabin, Rapsodia maghiară nr. 2 de Franz Liszt și Sonata pentru pian în Do diez minor de Ceaikovski.
Concertele pentru pian scrise în Do diez minor includ Concertul pentru pian în Do diez minor, FP 146 (1949) de Poulenc, Concertul pentru pian pentru mâna stângă, Op. 17, de Erich Wolfgang Korngold, Concertul pentru pian de Nikolai Rimski-Korsakov și altele de Ferdinand Ries, Xaver Scharwenka, Amy Beach, Miriam Hyde și Issay Dobrowen.
Franz Berwald și Dimitri Șostakovici au scris concerte pentru vioară în Do diez minor.
Jules Van Nuffel și-a compus psalmul In convertendo Dominus pentru cor și orgă în Do diez minor.